# Agrobanka Beograd
Agrobanka Beograd (code BELEX : AGBN) est une ancienne banque serbe dont le siège se trouvait à Belgrade.

## Histoire
L'origine d'Agrobanka remontait à une banque appelée Privilegovana agrarna banka, créée en 1929, à l'époque du royaume de Yougoslavie. En 1959, fut créée une banque spécialisée dans l'agriculture, Poljobanka, dont Agrobanka, créée en 1978, était le successeur légal. En 1995, Agrobanka est devenue une société par actions. Elle a été admise sur le libre marché de la Bourse de Belgrade le 30 novembre 2005 et en a été exclue le 29 juin 2012 ; une procédure de mise en faillite a été engagée le 26 juin 2012.

## Données boursières
Le 25 mai 2012, lors de sa dernière cotation, l'action de Agrobanka Beograd valait 904 RSD (8,09 EUR),. Elle a connu son cours le plus élevé, soit 50 000 RSD (447,62 EUR), le 23 janvier 2007 et son cours le plus bas, soit 830 RSD (7,43 EUR), le 8 mai 2012.